# جونغ مين-وو
جونغ مين-وو (هانغل: 정민우) هو لاعب كرة قدم كوري جنوبي في مركز الهجوم، ولد في 1 ديسمبر 1992 في كوريا الجنوبية. لعب مع نادي سوون.

## وصلات خارجية
- جونغ مين-وو على موقع دوري كوريا الجنوبية (الإنجليزية)
- جونغ مين-وو على موقع قاعدة بيانات كرة القدم.إي يو (الإنجليزية)
- جونغ مين-وو على موقع Soccerway.com (الإنجليزية)